# İlyas Abdullayev
İlyas Kərim oğlu Abdullayev (ur. 23 marca 1913 w miejscowości Ağstafa w guberni jekaterynopolskiej, zm. 30 kwietnia 1985 w Baku) – radziecki i azerbejdżański polityk, przewodniczący Prezydium Rady Najwyższej Azerbejdżańskiej SRR w latach 1958–1959.

## Życiorys
W 1934 ukończył Azerbejdżański Instytut Rolniczy, w latach 1934–1942 kierownik sektora i dyrektor stanicy w Azerbejdżanie, od 1939 członek WKP(b) i kandydat nauk rolniczych, 1942–1948 kierownik Wydziału Rolnego KC Komunistycznej Partii (bolszewików) Azerbejdżanu, 1948–1950 i ponownie 1953–1954 zastępca przewodniczącego Rady Ministrów Azerbejdżańskiej SRR, w latach 1950–1954 minister rolnictwa Azerbejdżańskiej SRR, 1954–1958 I zastępca przewodniczącego Rady Ministrów Azerbejdżańskiej SRR. Od 23 stycznia 1958 do 25 listopada 1959 przewodniczący Prezydium Rady Najwyższej Azerbejdżańskiej SRR. Następnie pracownik naukowy Instytutu Genetyki Akademii Nauk Azerbejdżańskiej SRR. Deputowany do Rady Najwyższej ZSRR od 3 do 5 kadencji. Odznaczony Orderem Czerwonego Sztandaru Pracy i Orderem „Znak Honoru”.